# Vestec (Hradec Králové)
Vestec (Hradec Králové) é uma comuna checa localizada na região de Hradec Králové, distrito de Náchod‎.